# Prêmios Independent Spirit de 2004
A 19.ª cerimônia do Independent Spirit Awards, mais conhecida como Independent Spirit Awards 2004, foi uma transmissão televisiva produzida pela Film Independent (FINDIE) e realizada em 28 de fevereiro de 2004, em Santa Mônica, Califórnia, para celebrar as melhores contribuições independentes à industria do cinema no ano de 2003. John Waters foi o anfitrião da cerimônia.
In America foi o filme com o maior numero de indicações, seis no total. O drama Lost in Translation foi premiado na categoria mais importante: melhor filme.

## Vencedores e indicados

### Prêmios
Indica o ganhador dentro de cada categoria.
| Melhor Filme | Melhor Diretor |
| --- | --- |
| Lost in Translation - American Splendor - In America - Raising Victor Vargas - Shattered Glass | Sofia Coppola – Lost in Translation - Shari Springer Berman e Robert Pulcini – American Splendor - Jim Sheridan – In America - Peter Sollett – Raising Victor Vargas - Gus Van Sant – Elephant |
| Melhor Ator | Melhor Atriz |
| Bill Murray – Lost in Translation - Peter Dinklage – The Station Agent - Paul Giamatti – American Splendor - Ben Kingsley – House of Sand and Fog - Lee Pace – Soldier's Girl                                     | Charlize Theron – Monster - Agnes Bruckner – Blue Car - Zooey Deschanel – All the Real Girls - Samantha Morton – In America - Elisabeth Moss – Virgin                                          |
| Melhor Ator Coadjuvante | Melhor Atriz Coadjuvante |
| Djimon Hounsou – In America - Judah Friedlander – American Splendor - Troy Garity – Soldier's Girl - Alessandro Nivola – Laurel Canyon - Peter Sarsgaard – Shattered Glass                                        | Shohreh Aghdashloo – House of Sand and Fog - Sarah Bolger – In America - Patricia Clarkson – Pieces of April - Hope Davis – The Secret Lives of Dentists - Frances McDormand – Laurel Canyon   |
| Melhor Roteiro | Melhor Primeiro Roteiro |
| Lost in Translation – Sofia Coppola - American Splendor – Shari Springer Berman e Robert Pulcini - A Mighty Wind – Christopher Guest e Eugene Levy - Pieces of April – Peter Hedges - Shattered Glass – Billy Ray | The Station Agent – Tom McCarthy - Blue Car – Karen Moncrieff - Monster – Patty Jenkins - Raising Victor Vargas – Peter Sollett e Eva Vives - Thirteen – Catherine Hardwicke e Nikki Reed      |
| Melhor Primeiro Filme | Melhor Documentário |
| Monster - Bomb the System - House of Sand and Fog - Quattro Noza - Thirteen | The Fog of War - Mayor of the Sunset Strip - My Architect - OT: Our Town - Power Trip |
| Melhor Fotografia | Melhor Estreia |
| In America – Declan Quinn - Elephant – Harris Savides - Northfork – M. David Mullen - Quattro Noza – Derek Cianfrance - Shattered Glass – Mandy Walker                                                            | Nikki Reed – Thirteen - Anna Kendrick – Camp - Judy Marte – Raising Victor Vargas - Victor Rasuk – Raising Victor Vargas - Janice Richardson – Anne B. Real                                    |
| Melhor Filme Estrangeiro | |
| Whale Rider ( Nova Zelândia) - Cidade de Deus ( Brasil) - Lilja 4-ever ( Dinamarca) - The Magdalene Sisters ( Reino Unido) - Les triplettes de Belleville ( França)                                               | |

### Prêmio John Cassavetes
- The Station Agent
- Anne B. Real
- Better Luck Tomorrow
- Pieces of April
- Virgin

### Prêmio Robert Altman
- 21 Grams

### Prêmio Acura Someone to Watch
- Andrew Bujalski – Funny Ha Ha
- Ben Coccio – Zero Day
- Ryan Eslinger – Madness and Genius

### Prêmio Piaget Producers
- Mary Jane Skalski – The Jimmy Show and The Station Agent
- Callum Greene and Anthony Katagas – Happy Here and Now and Homework
- Lauren Moews – Cabin Fever and Briar Patch

### Prêmio Truer than Fiction
- Lost Boys of Sudan
- Flag Wars
- My Architect
- The Same River Twice